# Under the Grey Banner
Albums de Dragonland
Astronomy
(2006)
Under the Grey Banner est le cinquième et dernier album studio en date du groupe de power metal symphonique suédois Dragonland. L'album est sorti le 18 novembre 2011 sous le label AFM Records.

## Musiciens
- Jonas Heidgert - chant
- Olof Mörck - guitare et violon
- Jesse Lindskog - guitare
- Anders Hammer - basse
- Elias Holmlid - clavier
- Morten Lowe Sorensen - batterie

### Musiciens de session
- Fred Johanson
- Anna Mariann Lundberg
- Elize Ryd (Amaranthe)
- Jake E (Amaranthe)
- Andy Solveström (Amaranthe)

## Liste des morceaux
1. Ilmarion - 3:18
2. Shadow Of The Mithril Mountains - 5:44
3. The Tempest - 4:13
4. A Thousand Towers White - 4:07
5. Fire And Brimstone - 4:31
6. The Black Mare - 6:13
7. Lady Of Goldenwood - 4:16
8. Dûrnir's Forge - 4:58
9. The Trials Of Mount Farnor - 5:26
10. Throne Of Bones - 1:47
11. Under The Grey Banner - 8:04
12. Ivory Shores - 3:18